# Humberto Costantini
Humberto Costantini (* 8. April 1924 in Buenos Aires; † 7. Juni 1987 ebenda) war ein argentinischer Schriftsteller.

## Leben

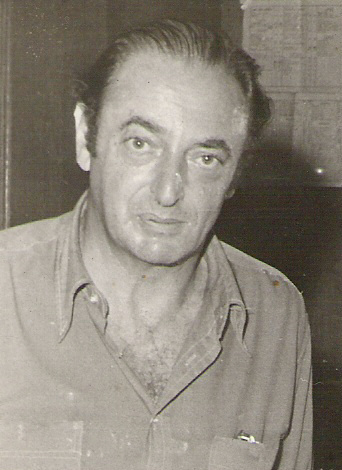
Humberto Costantini

Humberto Costantini wurde als einziges Kind jüdisch-italienischer Immigranten geboren. Er wuchs im Stadtteil Villa Pueyrredón auf. Seiner ersten Ehe mit Nela Nur Fernandez entstammten seine drei Kinder Violeta, Ana und Daniel († 2022). Ebenfalls in Buenos Aires schloss er sein Studium als Veterinärmediziner ab und praktizierte später in einer ländlichen Gegend nahe der Stadt Lobería (Provinz Buenos Aires). In diesen Jahren wurden seine beiden Töchter geboren.
1955 kehrte er mit seiner Familie nach Buenos Aires zurück, übte verschiedene Berufstätigkeiten aus, u. a. Tierarzt, Verkäufer, Keramik-Töpfer und Forscher in der Pharmaindustrie. Kurz nach Rückkehr nach Buenos Aires wurde sein Sohn Daniel geboren.

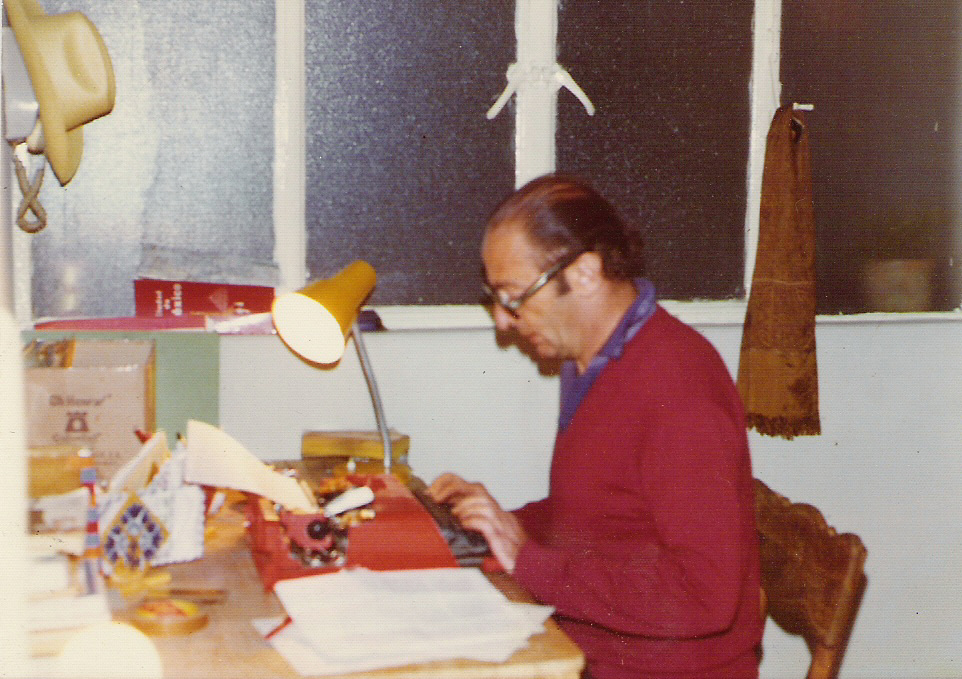
Humberto Costantini: „an den Stuhl festgenagelt“

Während er verschiedenen Erwerbstätigkeiten nachging, verfolgte er gleichzeitig seine Leidenschaft für das Schreiben. Er nahm Korrekturarbeiten an und schrieb in täglicher Regelmäßigkeit und mit eiserner Disziplin „an den Stuhl festgenagelt“, wie er häufig betonte. Sein erstes Buch, die Erzählungen De por aquí nomás, wurde im Jahr 1958 veröffentlicht. Ab diesem Moment begann seine schriftstellerische Laufbahn, in der er eine Fülle von literarischen Genres abhandelte: Kurzgeschichten, Gedichte, Theaterstücke, Romane – bis hin zu seinem letzten Werk Rapsodia de Raquel Liberman. Diese unvollendete Trilogie, in biblischer Reim-Form verfasst, handelt von einer jüdischen Prostituierten, die von der Zwi-Migdal wie eine Sklavin gehalten wird, jedoch dagegen aufbegehrt und dafür mit dem Leben büßen muss.
Das immer wiederkehrende Thema, die schriftstellerische Achse des Schreibens und Lebens von Humberto Costantini zeigt sich auch hier: „Vor den Augen Jehovas das Richtige zu tun bedeutet, Respekt zu haben vor der eigenen Bestimmung“, wie er gerne sagte. Diese Haltung, das Richtige tun, brachte ihn in vielen Momenten seines Lebens in schwierige Situationen und bescherte ihm Konfrontationen mit den Mächtigen, ebenso wie seine Protagonistin Raquel Liberman. Costantini wurde Opfer politischer Verfolgung und landete auf schwarzen Listen.
Mit dieser Einstellung bewegte sich Cacho, wie seine Freunde ihn nannten, ganz natürlich und ohne großes Aufheben davon zu machen, sozusagen als einzig gangbaren Weg durch sein Leben. Diese Grundhaltung erzeugte ein enormes Maß an freundschaftlicher Loyalität, provozierte aber u. U. Ablehnung und Hass. Für Costantini gab es keine Mittelwege, keine Grauzonen. Seine konsequente Entschiedenheit machte er in der Öffentlichkeit mehr als deutlich.
Von Jugend an engagierte er sich in politischen Bewegungen und seit der Studienzeit lenkte er seinen Aktivismus vor allem auf den Kampf gegen den Faschismus der „Alianza Libertadora Nacionalista“, wurde Mitglied in der Kommunistischen Partei, von der er sich später distanzierte, weil er den pro-sowjetischen Kurs und die Bürokratisierung nicht unterstützte. „Das Richtige zu tun...“ begründet selbstverständlich auch seine tiefe Bewunderung für Ernesto „Che“ Guevara. In den 1970er Jahren engagierte er sich in der revolutionären linken Bewegung, gemeinsam mit anderen Schriftstellern wie Haroldo Conti und Roberto Santoro, die während der Videla-Diktatur entführt wurden und bis heute als „Verschwundene“ (desaparecidos) gelten. Auf der Flucht, an geheimen Orten versteckt und zu den unmöglichsten Uhrzeiten schrieb er seinen ersten Roman De Dioses, hombrecitos y policías, der in Mexiko veröffentlicht wurde und schließlich den renommierten Preis Premio Literario Casa de las Américas gewann. Über diesen Roman sagte Julio Cortázar später, „Es gefällt mir sehr gut, was Humberto Costantini macht und ich sehe für seine Arbeit eine große Zukunft. Für mich ist er ein bedeutender Schriftsteller“.
Im Jahr 1976 ging Humberto Costantini ins Exil nach Mexiko-Stadt. Dort führte er seine schriftstellerische Arbeit fort und gewann weitere Literaturpreise. Er erduldete das Exil im Bewusstsein, „dass man täglich mit seinen Geliebten fluchtbereit sein muss, so als ob die Stadt in Kürze von einem Taifun heimgesucht würde“. Er gab öffentliche Literaturkurse, machte wöchentliche Radiosendungen und verliebte sich, wie er nach seiner Rückkehr aus dem Exil sagt, in das Bewusstsein „endlich lebte ich...“.
Eine andere seiner Leidenschaften war der Tango. Bewunderer von Osvaldo Pugliese, von Aníbal „Pichuco“ Troilo und Eduardo Arolas, war Costantini begeisterter Tänzer und Sänger, Experte in Tango-Texten und der Geschichte des Tango. Bei Treffen im privaten Freundeskreis fehlte niemals die Gitarre, die seine kräftige, hingebungsvolle Stimme zur Milonga „Marieta“ oder zum Tango „El Adiós de Gabino Ezeiza“ begleitete. Er komponierte Tango-Texte und Milongas, von denen einige aufgenommen wurden.
Im Jahr 1983 kehrte er nach Buenos Aires zurück, nach genau sieben Jahren, sieben Monaten und sieben Tagen im Exil. Dort erlebte er die Anfänge des demokratischen Frühlings Argentiniens.
Sein schriftstellerisches Werk wurde im Ausland und in vielen Sprachen veröffentlicht, u. a. in Englisch, Finnisch, Hebräisch, Polnisch, Russisch, Schwedisch und Tschechisch. In deutscher Sprache wurde 1984 der Roman Von Göttern, Menschlein und Polizisten herausgegeben (Verlag Volk und Welt/Ostberlin).
Humberto Costantini erkrankte an Krebs. Er nutzte die kurzen Phasen gesundheitlicher Besserung zwischen den Chemotherapien, um unter Hochdruck zu schreiben. In der Nacht vor seinem Tod arbeitete er noch wie jeden Tag an seinem letzten Roman La Rapsodia de Raquel Liberman, einer Trilogie, von der er nur noch zwei Bände fertigstellen konnte. Dieses Werk blieb unveröffentlicht.
Costantini starb 63-jährig im Morgengrauen des 7. Juni 1987.

## Bibliografie
- De por aquí nomás (Kurzgeschichten) Veröffentlichungen: 1958/1965/1969
- Un señor alto, rubio de bigotes (Kurzgeschichten) Veröffentlichungen: 1963/1969/1972
- Tres monólogos (Theaterstück) Veröffentlichungen: 1964/1969
- Cuestiones con la vida (Gedichte) Veröffentlichungen: 1966/1970/1976/1982/1986
- Una vieja historia de caminantes (Kurzgeschichten) Veröffentlichung: 1970
- Háblenme de Funes (drei Erzählungen) Veröffentlichungen: 1970/1980
- Libro de Trelew (epische Erzählung) Veröffentlichung: 1973
- Más cuestiones con la vida (Gedichte) Veröffentlichung: 1974
- Bandeo (Kurzgeschichten) Veröffentlichungen: 1975/1980
- De Dioses, hombrecitos y policías (Roman) Veröffentlichungen: 1979/1984
- Una pipa larga, larga, con cabeza de jabalí (Theaterstück) Veröffentlichung: 1981
- La larga noche de Francisco Sanctis (Roman) Veröffentlichung: 1984
- En la noche (Kurzgeschichten) Veröffentlichung: 1985
- Chau, Pericles (Theaterstück) Veröffentlichung: 1986
- Rapsodia de Raquel Liberman (Roman/Trilogie; zwei Bände abgeschlossen; 1987) unveröffentlicht